# Astra 19,2°O
Astra 19,2°O (of Astra 1) is de satellietpositie 19,2 graden oosterlengte op de geostationaire baan rond de Aarde. Vanaf deze positie zenden een aantal  omroepsatellieten van de onderneming SES S.A. radio- en televisieprogramma's uit naar Europa.
Astra 19,2°O is een van de belangrijkste satellietposities voor directe radio- en televisie-uitzendingen aan consumenten in Europa.
Op de satellietpositie staan een aantal satellieten bij elkaar geplaatst, dit noemt men co-locatie. Vanaf de Aarde gezien lijken de bij elkaar geplaatste satellieten één satelliet. De (schotel)antenne hoeft daarom ook maar een keer uitgericht te worden op de satellietpositie om alle daar geplaatste satellieten te ontvangen.
Via Astra 19,2°O zijn onder andere alle Duitse publieke omroepen vrij te ontvangen in hoge definitie. In totaal zijn er circa 135 televisiestations vrij te ontvangen, waaronder Das Erste, ZDF, 3sat, ARTE, TV5MONDE en BVN.

## Geschiedenis
De satellietpositie Astra 19,2°O is op 5 februari 1989 in gebruik genomen door de eerste Astra-satelliet. In de begintijd konden er slechts 16 analoge televisiekanalen worden doorgegeven. Astra 19,2°O was de eerste satellietpositie in Europa die massaal werd gebruikt voor directe satellietontvangst door particulieren. Een complete set met een schotel van 60 centimeter, satellietontvanger en montagemateriaal kostte in 1989 circa 408 euro. In 1998 werden de op het Verenigd Koninkrijk gerichte kanalen overgeheveld naar de satellietpositie Astra 28,2°O.